# Kinneretia
Kinneretia es un género de bacterias gramnegativas de la familia Comamonadaceae. Actualmente sólo contiene una especie: Kinneretia asaccharophila. Fue descrita en el año 2010. Su etimología hace referencia al lago Kinneret, Israel. El nombre de la especie hace referencia a que no ama el azúcar. Es aerobia y móvil por flagelo polar. Catalasa negativa y oxidasa positiva. Tiene un tamaño de 2 μm de largo. Forma colonias pequeñas, de color cremoso y translúcidas. Temperatura de crecimiento entre 20-37 °C en agar R2A, óptima de 28 °C. Se ha aislado de agua dulce del lago Kinneret, en Israel. También se ha aislado de muestras de suelo y de la piel de la rana Xenopus laevis. Se ha observado que tiene capacidad para producir nanopartículas de plata.